# Zeche Beeckerwerth
Die Zeche Beeckerwerth war ein Steinkohlenbergwerk in Duisburg.

## Geschichte
Im Jahre 1867 mutete die Gewerkschaft Deutscher Kaiser einen umfangreichen Felderbesitz im Bereich der heute von Duisburg eingemeindeten Orte Hamborn, Beeck, Marxloh und Walsum.
Die Grubenfelder wurden in die Gewerkschaften „Hamborn“, „Rhein“ und „Neumühl“ aufgeteilt. In einem freigebliebenen Westfeld der Gewerkschaft Hamborn wurde zu Beginn des 20. Jahrhunderts eine eigenständige Schachtanlage geplant.
1916 begannen das Abteufen des Schachts 1 der Zeche Beeckerwerth. Die Namensgebung erfolgte von dem Rheinbogen nördlich von Beeck, in dem die Schachtanlage angesiedelt war. Zugleich wurde mit dem Bau einer Werkssiedlung begonnen. Bedingt durch die Kriegsgeschehnisse des Ersten Weltkriegs mussten die Arbeiten mehrere Male unterbrochen werden.
Schacht 1 erreichte 1924 seine Endteufe und konnte in Betrieb genommen werden. Um sowohl Seilfahrt als auch Kohleförderung auf breiter Basis gewährleisten zu können, wurde der Schacht mit einer Doppelförderung versehen. 1925 wurde neben Schacht 1 der Schacht 2 angesetzt, der weiterhin die Seilfahrt übernehmen und die Wetterführung optimieren sollte; er wurde 1929 in Betrieb genommen.
1926 erfolgte die Übernahme der Gewerkschaft Beeckerwerth in die Vereinigte Stahlwerke AG. Diese ordnete die Zeche organisatorisch ihrer Gruppe Hamborn zu. Diese Übernahme brachte eine konzernweite Neuausrichtung der Förderstrategie im Hamborner Raum mit sich.
Aus diesem Grund wurde der Zeche Beeckerwerth der Abbau des westlichen Teiles der Thyssen-Grubenfelder zugewiesen. Dies führte zum Zusammenschluss mit der Schachtanlage Friedrich Thyssen 3/7 im Jahre 1932. Schacht Thyssen 7 wurde als Seilfahrt- und Materialschacht offengehalten, während Schacht 3 als reiner Wetterschacht mit einer kleinen Haspelvorrichtung als Ersatz des vorhandenen Fördergerüstes ausgestattet wurde. Durch eine Umstrukturierung der Vereinigte Stahlwerke AG gehörte ihr Bergwerksbesitz ab 1934 zur Gelsenkirchener Bergwerks-AG (GBAG).
Ab 1939 wurde verstärkt der Abbau der Kohlenreserven unter dem Rhein betrieben, was mit entsprechenden Maßnahmen an den Rheindeichen zu erhöhten Abbaukosten führte.
Nach dem Zweiten Weltkrieg wurde die Zeche Beeckerwerth der Hamborner Bergbau-AG zugeordnet, die einen Teil der Gruppe Hamborn der GBAG übernommen hatte.

## Stilllegung
Nach Einsetzen der Kohlekrise wurde die Zukunftsträchtigkeit der Schachtanlage Beeckerwerth durch die Betreibergesellschaft neu bewertet. Da mittlerweile die eigenen Kohlereserven nicht mehr wirtschaftlich waren, und die Nordwanderung des Abbaus wegen der angrenzenden Zechen Walsum und Friedrich Thyssen 2/5 nicht möglich war, wurde 1963 die Stilllegung verfügt.

## Heutige Nutzung
Die Schächte Beeckerwerth 1 und 2 sowie Thyssen 3 und 7 wurden verfüllt. Das Abräumen der Tagesanlagen erfolgte relativ zügig, da die Gelände von der August-Thyssen-Hütte als Erweiterungsflächen für Neubauten des Hüttenwerkes benötigt wurden.
Auf dem Gelände Beeckerwerth 1/2 befindet sich die Kaltbandstraße Beeckerwerth der ThyssenKrupp AG.